# 亚欧交界国
作为地球上最为广袤的陆地——歐亞大陸，亚洲与欧洲两洲之间漫长的边界，传统上由乌拉尔山脉、乌拉尔河、里海、大高加索山脈、黑海和黑海海峡（包括马尔马拉海）所构成，这些土地因為诸多原因而被数个国家所占有，这些国家或横跨，或以之为界，使得这些国家被称为亚欧交界国，包括了以下五个国家：
- ，主體在高加索山脉南侧，小部分位於高加索山脉北侧。惟因主體民族屬於信奉伊斯蘭教的突厥語系民族，一般被認為是亞洲國家。

- ，主體在高加索山脉南侧，小部分位於高加索山脉北侧。因信奉東正教及與歐洲關係密切，一般被認為是歐洲國家。

- ，主體在中亞，小部分位於乌拉尔河西侧。惟因主體民族屬於信奉伊斯蘭教的突厥語系民族，一般被認為是亞洲國家。

- 俄羅斯，横跨乌拉尔山脉，小部分领土（索契）位於高加索山脉南侧。因信奉東正教及與歐洲關係密切，一般被認為是歐洲國家。

- 土耳其，一小部分领土（东色雷斯）在欧洲。位于伊斯坦布尔中部的博斯普鲁斯海峡，是亚欧两洲的分界。惟因主體民族屬於信奉伊斯蘭教的突厥語系民族，一般被認為是亞洲國家。

在这些横跨亚欧两洲的国家里面，哈萨克斯坦和土耳其的国土分别位于亚欧边界线的两旁，而亞塞拜然和喬治亞则有部分边界线与亚欧两洲的分界线重叠，并以之为界与俄罗斯相邻。

## 其它國家
以下國家雖然全境屬於亞洲，但因文化、政治等因素，有時也會被視為歐洲國家：
- 亞美尼亞，地理分類上位於西亞，但主体民族亚美尼亚人属于白种人，信仰基督教。该国自古與歐洲的人文和貿易往來關係密切，自我認同為歐洲國家，並以成為歐洲聯盟成員國为长远政治目标。

- 賽普勒斯，地理分類上位於西亞，但主体民族为希腊人，信仰东正教。该国自古與歐洲的人文和貿易往來關係密切，自我認同為歐洲國家，现為歐洲聯盟成員國[1]。

- 以色列，地理分類上位於西亞，但因位於亞歐大陸交界處，自古為各民族交匯之處。近代由於在國際上經常遭受鄰近的阿拉伯及穆斯林國家聯合杯葛，因此在大多數情況下參加歐洲組織的各種體育比賽、歌唱比賽和各種國際組織、政治經濟會議等。